# 2 Live Crew
2 Live Crew è un gruppo hip hop statunitense.

## Storia del gruppo
Nel 1985 il gruppo pubblica il singolo Revelation e poi What I Like. In seguito il loro album 2 Live Crew Is What We Are nel 1986, con i singoli We Want Some Pussy e Throw The D.
La polemica sui temi delle loro canzoni inizia nel 1987 quando un negozio di dischi in Florida viene denunciato dalle autorità per aver venduto un album del gruppo ad una quattordicenne. Per evitare conseguenze il gruppo decide di pubblicare due versioni, una pulita e l'altra senza censure dei loro testi. Il primo album prodotto con questa procedura è Move Somethin' dello stesso anno. Nel 1988 un altro negozio di dischi in Alabama viene denunciato per aver venduto una copia non "pulita" del disco ad un poliziotto in borghese. Nel 1989 per la pubblicazione di As Nasty As They Wanna Be andranno contro le leggi della Florida concernenti le oscenità e viene dichiarato materiale osceno per iniziativa del Governatore Bob Martinez e dello Sceriffo Nick Navarro. Dietro a tale operato si nascondeva anche la American Family Association.
L'album vende due milioni di copie: i membri del gruppo vengono arrestati per essersi esibiti in un club locale, venendo scarcerati pochi mesi dopo. George Lucas cita Campbell per essersi appropriato del nome Luke Skywalker, la disputa termina quando cambierà il suo nome in Luke, pubblicando più tardi un album solista dal titolo Banned in the USA.
Nel 1991 il gruppo realizza il cd live Live in Concert per via anche delle vendite inferiori rispetto al passato il gruppo si scioglie e ognuno continua la carriera da solista.
Ritornano insieme nel 1994 producendo il cd Back at Your Ass for the Nine-4, ma la casa discografica Luke Production dichiara bancarotta. Nel 1996 Fresh Kid Ice, Brother Marquis e Mr. Mixx ritentano di far risorgere la 2 Live Crew: escono gli album Shake a Lil' Somethin', e nel 1998 The Real One.

## Formazione
Inizialmente la band è composta da
- Fresh Kid Ice (Chris Wong Won)
- DJ Mr. Mixx (David Hobbs)
- Amazing V

In seguito si aggiunge Luther Campbell che si farà chiamare prima Luke Skywalker e poi Luke.

## Discografia
Album in studio
- The 2 Live Crew Is What We Are (1986)
- Move Somethin' (1987)
- As Nasty As They Wanna Be (1989)
- Banned in the U.S.A. (1990)
- Sports Weekend: As Nasty As They Wanna Be, Pt. 2  (1991)
- Deal with This (1993)
- Back at Your Ass for the Nine-4 (1994)
- The Original 2 Live Crew  (1995)
- Shake a Lil' Somethin' (1996)
- The Real One (1998)

Album live
- Live in Concert (1990)